# 安達貞至
安達 貞至（あだち さだゆき、1938年4月4日 - ）は、日本の兵庫県出身のサッカー選手、サッカークラブスタッフ。選手時代のポジションはゴールキーパー。次男の安達亮もサッカー選手および指導者

## 経歴
関西学院大学から1961年にヤンマーディーゼルに入社、ヤンマーディーゼルサッカー部でプレーした。大学の後輩にあたる加茂周は、安達に誘われる形でヤンマー入りした。釜本邦茂がヤンマーに加入すると、安達はマネージャーに身を転じて裏方としてチームを支えるようになった。社業においては1986年から1995年までヤンマー東日本の代表取締役社長を務めた。
1995年から1996年まで地元兵庫県のヴィッセル神戸（当時JFL）の強化部長、ゼネラルマネージャーを歴任。1997年から1998年までは横浜フリューゲルスでゼネラルマネージャーを務めた。
2005年5月、再びヴィッセル神戸のゼネラルマネージャーに就任。2006年から2009年まではクラブの代表取締役社長も兼任した。

## 選手経歴
- 関西学院高等部
- 関西学院大学
- ヤンマー

## 引退後経歴
- ヤンマー：マネージャー
- 1995年11月-1996年 ヴィッセル神戸：強化部長
- 1996年8月-11月 ヴィッセル神戸：常務取締役ゼネラルマネージャー
- 1997年2月-1998年10月 横浜フリューゲルス：ゼネラルマネージャー
- 2005年5月-2009年12月 ヴィッセル神戸：ゼネラルマネージャー
- 2005年6月-2006年4月 ヴィッセル神戸：常務取締役
- 2006年4月-2009年12月 ヴィッセル神戸：代表取締役社長
- 2010年1月-2010年12月 ヴィッセル神戸：取締役副会長
- 2013年 -  明徳義塾高校サッカー部：アドバイザー